# H3/A6/A7
H3 är en beteckning för ett sexkopplat snälltågslok som tillverkades i Sverige för Ostkustbanan, Bergslagernas Järnvägar (BJ), Stockholm Västerås Bergslagens Järnvägar (SWB), Gävle-Dala Järnväg (GDJ), Södra Dalarnes Järnväg (SDJ), Dalslands Järnväg (DJ), Helsingborg - Hässleholm Järnväg (HHJ). Totalt tillverkades 35 lok av typen 1910–1931 av Nohab (18 lok) i Trollhättan, Vagn- & M Järnvägiksaktiebolaget (VMF)/Svenska Järnvägsverkstäderna (ASJ-F)  i Falun (13 lok), Motala Verkstad i Motala (4 lok) och Stockholm-Västerås-Bergslagens Järnvägars verkstad, Tillberga (1 lok). Samtliga lok utom ett kom att övertas SJ  under 1940- och 50-talen och fick då beteckningen A6 förutom loken som ursprungligen tillverkats för Dalslands Järnväg (DJ). A6-loken gjorde sin sista tjänst i Dalarna 1963 och slopades 1973. A7-loken slopades 1970.
Ostkustbanans H3-lok som övertogs av SJ redan 1933 hade genomgått ombyggnad för att anpassas till A-loken på banan, och kom att erhålla litterabeteckningen OKa, de fick 1942 i stället beteckningen A3.

## Tillverkade lok och överlåtelser
I tabellen länkas till bilder som gjorts tillgängliga från Sveriges Järnvägsmuseum via samlingsportalen
| Tillverkare | År   | Köpare                                 | Litt  | Överlåtet till                            | År        | Ny litt         |
| Nohab       | 1910 | Stockholm-Västerås-Bergslagens Järnväg | H3 57 | Statens Järnvägar                         | 1945      | A6 1688         |
| Nohab       | 1910 | Stockholm-Västerås-Bergslagens Järnväg | H3 58 | Statens Järnvägar                         | 1945      | A6 1689         |
| Nohab       | 1910 | Stockholm-Västerås-Bergslagens Järnväg | H3 59 | Statens Järnvägar                         | 1945      | A6 1690         |
| Nohab       | 1910 | Stockholm-Västerås-Bergslagens Järnväg | H3 60 | Statens Järnvägar                         | 1945      | A6 1691         |
| Nohab       | 1910 | Bergslagernas Järnväg                  | H3 59 | Statens Järnvägar                         | 1948      | A6 1785         |
| Nohab       | 1910 | Bergslagernas Järnväg                  | H3 60 | Statens Järnvägar                         | 1948      | A6 1786         |
| Nohab       | 1910 | Bergslagernas Järnväg                  | H3 61 | Statens Järnvägar                         | 1948      | A6 1787         |
| Nohab       | 1910 | Bergslagernas Järnväg                  | H3 62 | Statens Järnvägar                         | 1948      | A6 1788         |
| Nohab       | 1912 | Bergslagernas Järnväg                  | H3 63 | Statens Järnvägar                         | 1948      | A6 1789         |
| Nohab       | 1912 | Bergslagernas Järnväg                  | H3 64 | Statens Järnvägar                         | 1948      | A6 1790         |
| Motala      | 1913 | Bergslagernas Järnväg                  | H3 69 | Statens Järnvägar                         | 1948      | A6 1791         |
| Motala      | 1913 | Bergslagernas Järnväg                  | H3 70 | Statens Järnvägar                         | 1948      | A6 1792         |
| Motala      | 1913 | Gävle-Dala Järnväg                     | H3 71 | Statens Järnvägar                         | 1948      | A6 1795         |
| Nohab       | 1914 | Dalslands Järnväg                      | H3 9  | Halmstad-Nässjö Järnväg Statens Järnvägar | 1940 1945 | Lok 51 A7 1749  |
| Nohab       | 1914 | Dalslands Järnväg                      | H3 10 | Statens Järnvägar                         | 1948      | A7 1804         |
| Motala      | 1915 | Helsingborg-Hässleholm Järnväg         | H3 19 | Statens Järnvägar                         | 1940 1947 | A4 1541 A6 1541 |
| Nohab       | 1915 | Stockholm-Västerås-Bergslagens Järnväg | H3 68 | Statens Järnvägar                         | 1945      | A6 1692         |
| Nohab       | 1915 | Stockholm-Västerås-Bergslagens Järnväg | H3 71 | Statens Järnvägar                         | 1945      | A6 1693         |
| Nohab       | 1915 | Stockholm-Västerås-Bergslagens Järnväg | H3 72 | Statens Järnvägar                         | 1945      | A6 1694         |
| VMF         | 1916 | Helsingborg-Hässleholm Järnväg         | H3 22 | Statens Järnvägar                         | 1940 1947 | A4 1544 A6 1544 |
| VMF         | 1916 | Bergslagernas Järnväg                  | H3 84 | Statens Järnvägar                         | 1948      | A6 1793         |
| VMF         | 1916 | Bergslagernas Järnväg                  | H3 85 | Stockholm-Nynäs Järnväg                   | 1948      | Lok 11          |
| VMF         | 1916 | Bergslagernas Järnväg                  | H3 86 | Statens Järnvägar                         | 1948      | A6 1794         |
| Nohab       | 1916 | Helsingborg-Hässleholm Järnväg         | H3 20 | Statens Järnvägar                         | 1940 1947 | A4 1542 A6 1542 |
| Nohab       | 1917 | Dalslands Järnväg                      | H3 11 | Statens Järnvägar                         | 1948      | A7 1805         |
| ASJ-F       | 1918 | Helsingborg-Hässleholm Järnväg         | H3 21 | Statens Järnvägar                         | 1940 1947 | A4 1543 A6 1543 |
| ASJ-F       | 1918 | Gävle-Dala Järnväg                     | H3 72 | Statens Järnvägar                         | 1948      | A6 1796         |
| ASJ-F       | 1918 | Gävle-Dala Järnväg                     | H3 73 | Statens Järnvägar                         | 1948      | A6 1797         |
| ASJ-F       | 1918 | Gävle-Dala Järnväg                     | H3 74 | Statens Järnvägar                         | 1948      | A6 1798         |
| ASJ-F       | 1918 | Gävle-Dala Järnväg                     | H3 75 | Statens Järnvägar                         | 1948      | A6 1799         |
| ASJ-F       | 1927 | Gävle-Dala Järnväg                     | H3 76 | Statens Järnvägar                         | 1948      | A6 1800         |
| ASJ-F       | 1929 | Södra Dalarnas Järnväg                 | H3 17 | Statens Järnvägar                         | 1948      | A6 1801         |
| ASJ-F       | 1929 | Södra Dalarnas Järnväg                 | H3 18 | Statens Järnvägar                         | 1948      | A6 1802         |
| ASJ-F       | 1929 | Södra Dalarnas Järnväg                 | H3 19 | Statens Järnvägar                         | 1948      | A6 1803         |
| SWB         | 1931 | Stockholm-Västerås-Bergslagens Järnväg | H3 56 | Statens Järnvägar                         | 1945      | A6 1687         |